# Fright Night (album de Stratovarius)
Albums de Stratovarius
premier album Twilight Time
(1992)
Singles
1. Future Shock
Sortie : 1988
2. Black Night
Sortie : 1989

Fright Night est le premier album du groupe finlandais de metal Stratovarius, publié en 1989, par Columbia Records.
Deux singles sont extraits de l'album : Future Shock et Black Night.

## Liste des chansons
Toute la musique est composée par Timo Tolkki.
| No | Titre          | Durée |
| -- | -------------- | ----- |
| 1. | Future Shock   | 4:35  |
| 2. | False Messiah  | 5:20  |
| 3. | Black Night    | 3:43  |
| 4. | Witch Hunt     | 3:22  |
| 5. | Fire Dance     | 2:20  |
| 6. | Fright Night   | 8:13  |
| 7. | Night Screamer | 4:48  |
| 8. | Darkness       | 6:57  |
| 9. | Goodbye        | 1:12  |